# Assedio di Deventer (1591)
L'assedio di Deventer del 1591 (noto anche come secondo assedio di Deventer) fu un assedio durato undici giorni che interessò la città di Deventer, nel corso della guerra degli ottant'anni.

## Antefatto
La città di Deventer era già stata conquistata dai ribelli olandesi nel 1579 ma venne riconquistata dagli spagnoli dopo il tradimento del governatore inglese William Stanley.
Dopo la presa di Zutphen che si arrese il 30 maggio 1591, Maurizio d'Orange col suo esercito composto da soldati olandesi ed inglesi marciò alla volta di Deventer sulla riva destra del fiume IJssel. Maurizio disponeva di 9000 fanti e 1200 cavalieri, di cui la metà provenivano dalle isole britanniche (quattordici compagnie di inglesi al comando di sir Francis Vere e dieci compagnie scozzesi al comando del colonnello William Balfour.

## L'assedio
Il 1º giugno gli anglo-olandesi circondarono la citàt ed iniziarono a costruire le prime trincee. Otto giorni dopo l'artiglieria olandese sfondò le mura nemiche ed il principe Maurizio lasciò agli inglesi l'onore di guidare l'assalto. Nei pressi del fiume vicino alla città, ad ogni modo, gli inglesi si accorsero che non disponevano di materiale sufficiente ad erigere un ponte provvisorio e di conseguenza erano sul punto di ritirarsi per non subire perdite eccessive durante i lavori di costruzione.
Maurizio temeva inoltre che gli spagnoli potessero essere rinforzati da altri eserciti esterni che sarebbero piombati loro proprio alle spalle. Francis Vere, ad ogni modo, lo indusse a persistere e quella sera stessa la guarnigione spagnola fece una sortita ma venne respinta dai picchieri inglesi.
Il 10 giugno Van den Burgh venne ferito e realizzò che la sua guarnigione non avrebbe avuto altri sostegni e pertanto la città venne costretta a capitolare il giorno successivo.

## Conseguenze
Per gli inglesi la cattura di Zutphen e di Deventer furono successi importanti per riguadagnare con gli olandesi quella fiducia che avevano perduto dopo le problematiche avute con Robert Dudley, I conte di Leicester ed in particolare coi traditori William Stanley e Rowland York.
Maurizio decise di colpire quindi Groninga, presidiata da Francisco Verdugo, ma gli giunse la notizia che Alessandro Farnese si stava preparando a rinforzare il luogo con 20 000 dei suoi uomini. Il principe d'Orange realizzò che sarebbe certamente stato battuto e pertanto ripiegò su Delfzijl che venne catturata il 2 luglio.